# 新木屋瀨站

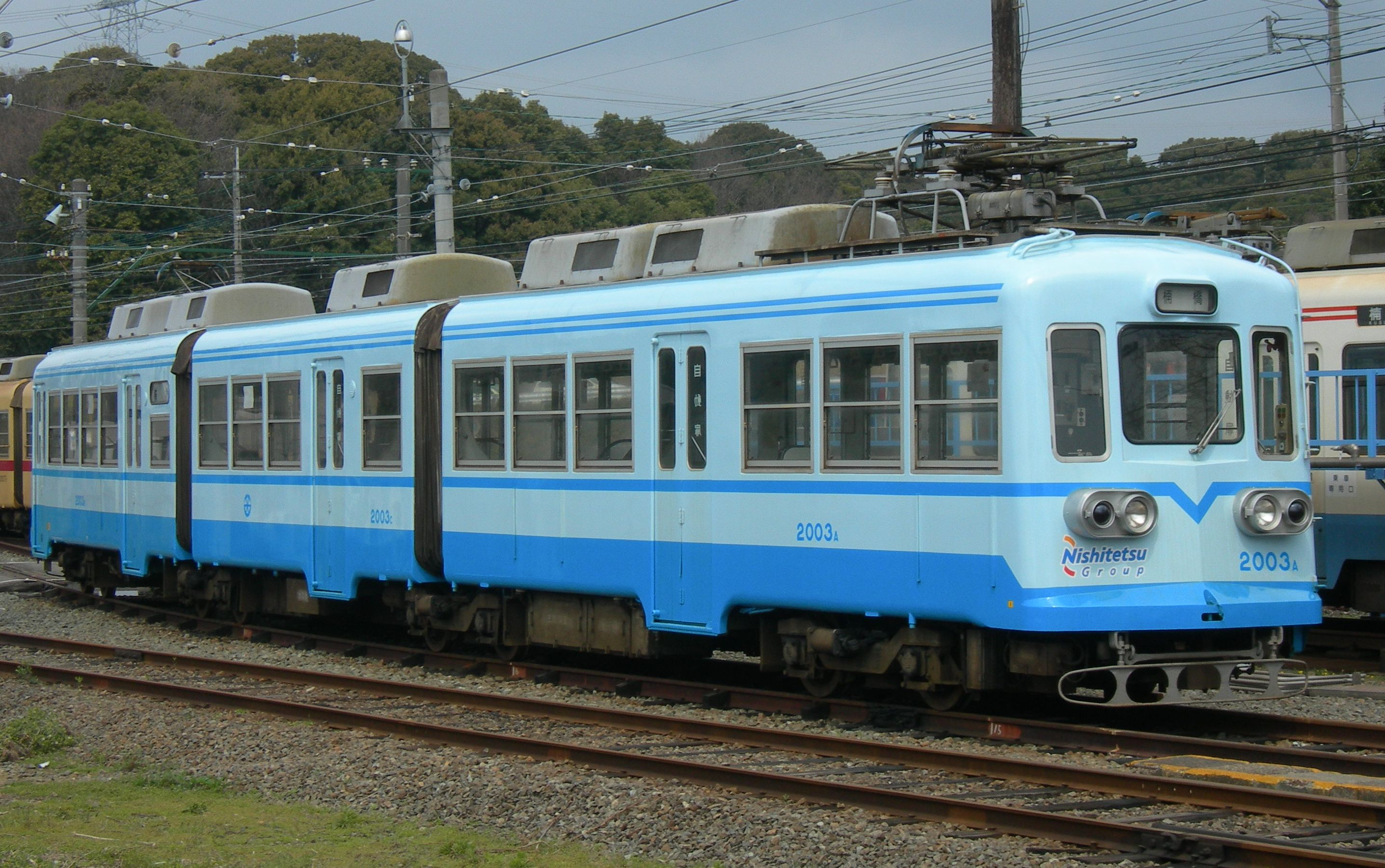
楠橋車廠內的筑豐電氣鐵道2000形電動列車2003編成

新木屋瀨站（日语：／ Shin-Koyanose eki */?）是位於福岡縣北九州市八幡西區木屋瀨一丁目，筑豐電氣鐵道筑豐電氣鐵道線車站。車站編號為CK17。

## 歷史
- 2004年（平成16年）4月28日 - 車站啟用。
  - 此站是筑豐電鐵最新車站，在筑豐電鐵單獨車站來說，是繼今池站啟用後34年的新車站。

## 車站構造
車站是一座地面車站，設有2面2線的相對式月台。此站是無人車站。

### 月台
| 月台 | 路線        | 方向                       | 備註 |
| ---- | ----------- | -------------------------- | ---- |
| 1    | ■筑豐電鐵線 | 木屋瀨、筑豐直方方向       |      |
| 2    | ■筑豐電鐵線 | 楠橋、永犬丸、黑崎站前方向 |      |

※實際上沒有月台編號，上述的編號只用作列車運輸指令上使用。

## 使用狀況
在2019年度，1日平均上下車人次為219人。

## 車站周邊
車站周邊為農田和住宅區。車站鄰近西日本旅客鐵道（JR西日本）山陽新幹線路軌與九州自動車道高架橋。
- Mr Max（日语：ミスターマックス）八幡西店
- MaxValu（日语：マックスバリュー）真名子店
- F corp生活協同組合八幡西分所
- 八幡慈惠病院
- 倉成觀光巴士

## 相鄰車站
筑豐電氣鐵道
筑豐電氣鐵道線
楠橋（CK16）－新木屋瀨（CK17）－木屋瀨（CK18）

## 注腳
1. ↑  鉄道事業｜企業・グループ情報《西鉄について》 （页面存档备份，存于）（日語） 令和元年度 駅別乗降人員